# 松浦市消防本部
松浦市消防本部（まつうらししょうぼうほんぶ）は、長崎県松浦市に2010年3月31日に発足した消防本部。管轄区域は松浦市の全域である。
本項目では前身となる松浦地区消防組合消防本部（まつうらちくしょうぼうくみあいしょうぼうほんぶ）についても記述する。

## 概要
- 本部所在地：長崎県松浦市志佐町庄野免268番地3
- 消防署1ヶ所、出張所2ヶ所

## 主力機械
2015年（平成27年）4月1日現在
- 普通消防ポンプ自動車：2
- 水槽付消防ポンプ自動車：2
- 救助工作車：1
- 高規格救急自動車：2
- 2B型救急車：1
- その他：3

## 沿革
- 1972年（昭和47年）4月1日 - 伊万里北松地域広域市町村圏を構成する長崎県内の松浦市、北松浦郡江迎町、鹿町町、田平町、鷹島町の1市4町により松浦地区消防組合発足。
- 1973年（昭和48年）4月1日 - 松浦地区消防組合消防本部開庁。
- 1995年（平成7年）2月10日 - 松浦地区消防音楽隊発足。
- 2005年（平成17年）9月30日 - 北松浦郡田平町が翌日付で平戸市他1町1村と新設合併することに伴い松浦地区消防組合を脱退。
- 2005年（平成17年）10月1日 - 旧田平町地域の消防業務を新設合併で発足した平戸市より受託。
- 2007年（平成19年）3月31日 - 旧田平町地域の消防業務受託終了。業務は平戸市消防本部へ継承。
- 2008年（平成20年）4月1日 - 松浦市福島町地域の消防業務を佐賀県伊万里市（合併前の旧福島町が委託していた）より継承。
- 2010年（平成22年）3月30日 - 北松浦郡江迎町及び鹿町町が翌日付で佐世保市へ編入合併することに伴い松浦地区消防組合を脱退。旧両町地域の消防業務は佐世保市消防局が継承。
- 2010年（平成22年）3月31日 - 前日限りで松浦地区消防組合を解散し、松浦市消防本部発足。

## 組織
- 総務課 - 庶務係・経理係
- 消防課 - 予防係・警防係
- 消防署

## 消防署
| 消防署                                    | 住所                 | 出張所                                         |
| ----------------------------------------- | -------------------- | ---------------------------------------------- |
| 松浦市消防署 （旧松浦地区消防組合消防署） | 志佐町庄野免268番地3 | 鷹島：鷹島町中通免309-3 福島：福島町塩浜免2993 |